# Nicolas Stavroguine

Nicolas Stavroguine (en russe : Nikolai Stavrogin,) est un film muet russe sorti en 1915, réalisé par Iakov Protazanov, et adapté du roman Les Démons de Fiodor Dostoïevski. Le film est considéré comme perdu.

## Fiche technique
- Titre original : Nikolai Stavrogin
- Titre français : Nicolas Stavroguine
- Réalisation : Iakov Protazanov
- Décorateur : Nikolaï Souvorov
- Pays d'origine : Empire russe
- Langue : Russe (intertitres)
- Format : Noir et blanc
- Date de sortie : 
  - Empire russe : 1er septembre 1915

## Distribution
- Ivan Mosjoukine
- Vera Orlova
- Lydia Ryndina